# Světový pohár v běhu na lyžích 2017/2018
Světový pohár v běhu na lyžích 2017/18 byl seriálem závodů v běhu na lyžích během zimní sezóny 2017/18. Organizovala jej Mezinárodní lyžařská federace (FIS). Bylo odjeto celkem 28 závodů (27 individuálních, 1 týmový). Vítězství v celkové klasifikaci vybojovali Norové Johannes Høsflot Klæbo (první triumf) a Heidi Wengová (druhý triumf).

## Výsledky závodů

### Muži
| WC                                     | SWC                                                                | Datum                                                              | Místo                                                              | Disciplína                                                         | Vítěz                                      | 2. místo                                   | 3. místo                                   | Vedení v SP            | Ref.   |
| -------------------------------------- | ------------------------------------------------------------------ | ------------------------------------------------------------------ | ------------------------------------------------------------------ | ------------------------------------------------------------------ | ------------------------------------------ | ------------------------------------------ | ------------------------------------------ | ---------------------- | ------ |
|                                        |                                                                    |                                                                    |                                                                    |                                                                    |                                            |                                            |                                            |                        |        |
|                                        | 1                                                                  | 24. listopad 2017                                                  | Ruka                                                               | sprint K                                                           | Johannes Høsflot Klæbo                     | Pål Golberg                                | Calle Halfvarsson                          | Johannes Høsflot Klæbo | [ 1 ]  |
| 2                                      | 25. listopad 2017                                                  | Ruka                                                               | 15 km K                                                            | Johannes Høsflot Klæbo                                             | Didrik Tønseth                             | Iivo Niskanen                              | [ 2 ]                                      | Johannes Høsflot Klæbo |        |
| 3                                      | 26. listopad 2017                                                  | Ruka                                                               | 15 km V stíhací závod                                              | Maurice Manificat                                                  | Matti Heikkinen                            | Hans Christer Holund                       | [ 3 ]                                      | Johannes Høsflot Klæbo |        |
| 1                                      | 2. Ruka Triple / 8. Nordic Opening celkově (24.–26. listopad 2017) | 2. Ruka Triple / 8. Nordic Opening celkově (24.–26. listopad 2017) | 2. Ruka Triple / 8. Nordic Opening celkově (24.–26. listopad 2017) | 2. Ruka Triple / 8. Nordic Opening celkově (24.–26. listopad 2017) | Johannes Høsflot Klæbo                     | Martin Johnsrud Sundby                     | Alexandr Bolšunov                          | Johannes Høsflot Klæbo | [ 4 ]  |
|                                        |                                                                    |                                                                    |                                                                    |                                                                    |                                            |                                            |                                            |                        |        |
| 2                                      | 4                                                                  | 2. prosinec 2017                                                   | Lillehammer                                                        | sprint K                                                           | Johannes Høsflot Klæbo                     | Sergej Usťugov                             | Alexandr Bolšunov                          | Johannes Høsflot Klæbo | [ 5 ]  |
| 3                                      | 5                                                                  | 3. prosinec 2017                                                   | Lillehammer                                                        | 30 km skiatlon                                                     | Johannes Høsflot Klæbo                     | Martin Johnsrud Sundby                     | Hans Christer Holund                       | Johannes Høsflot Klæbo | [ 6 ]  |
| 4                                      | 6                                                                  | 9. prosinec 2017                                                   | Davos                                                              | sprint V                                                           | Johannes Høsflot Klæbo                     | Federico Pellegrino                        | Alexandr Bolšunov                          | Johannes Høsflot Klæbo | [ 7 ]  |
| 5                                      | 7                                                                  | 10. prosinec 2017                                                  | Davos                                                              | 15 km V                                                            | Maurice Manificat                          | Sergej Usťugov                             | Alexandr Bolšunov                          | Johannes Høsflot Klæbo | [ 8 ]  |
| 6                                      | 8                                                                  | 16. prosinec 2017                                                  | Toblach                                                            | 15 km V                                                            | SiMuži Hegstad Krüger                      | Maurice Manificat                          | Andrew Musgrave                            | Johannes Høsflot Klæbo | [ 9 ]  |
| 7                                      | 9                                                                  | 17. prosinec 2017                                                  | Toblach                                                            | 15 km K stíhací závod                                              | Johannes Høsflot Klæbo                     | Sergej Usťugov                             | Alexej Poltoranin                          | Johannes Høsflot Klæbo | [ 10 ] |
|                                        |                                                                    |                                                                    |                                                                    |                                                                    |                                            |                                            |                                            |                        |        |
|                                        | 10                                                                 | 30. prosinec 2017                                                  | Lenzerheide                                                        | sprint V                                                           | Sergej Usťugov                             | Federico Pellegrino                        | Lucas Chanavat                             | Johannes Høsflot Klæbo | [ 11 ] |
| 11                                     | 31. prosinec 2017                                                  | Lenzerheide                                                        | 15 km K                                                            | Dario Cologna                                                      | Alexej Poltoranin                          | Martin Johnsrud Sundby                     | [ 12 ]                                     | Johannes Høsflot Klæbo |        |
| 12                                     | 1. leden 2018                                                      | Lenzerheide                                                        | 15 km V stíhací závod                                              | Dario Cologna                                                      | Sergej Usťugov                             | Alexandr Bolšunov                          | [ 13 ]                                     | Johannes Høsflot Klæbo |        |
|                                        | 3. leden 2018                                                      | Oberstdorf                                                         | sprint K                                                           | zrušeno kvůli špatnému počasí, nenahrazeno                         | zrušeno kvůli špatnému počasí, nenahrazeno | zrušeno kvůli špatnému počasí, nenahrazeno | zrušeno kvůli špatnému počasí, nenahrazeno | [ 14 ]                 |        |
| 13                                     | 4. leden 2018                                                      | Oberstdorf                                                         | 15 km V hromadný start                                             | Emil Iversen                                                       | Sindre Bjørnestad Skar                     | Francesco De Fabiani                       | Johannes Høsflot Klæbo                     | [ 15 ]                 |        |
| 14                                     | 6. leden 2018                                                      | Val di Fiemme                                                      | 15 km K hromadný start                                             | Alexej Poltoranin                                                  | Andrej Larkov                              | Alex Harvey                                | Johannes Høsflot Klæbo                     | [ 16 ]                 |        |
| 15                                     | 7. leden 2018                                                      | Val di Fiemme                                                      | 9 km F stíhací závod climb                                         | Martin Johnsrud Sundby                                             | Maurice Manificat                          | Denis Spicov                               | Johannes Høsflot Klæbo                     | [ 17 ]                 |        |
| 8                                      | 11. Tour de Ski celkově (30. prosinec 2017 – 7. leden 2018)        | 11. Tour de Ski celkově (30. prosinec 2017 – 7. leden 2018)        | 11. Tour de Ski celkově (30. prosinec 2017 – 7. leden 2018)        | 11. Tour de Ski celkově (30. prosinec 2017 – 7. leden 2018)        | Dario Cologna                              | Martin Johnsrud Sundby                     | Alex Harvey                                | Martin Johnsrud Sundby | [ 18 ] |
|                                        |                                                                    |                                                                    |                                                                    |                                                                    |                                            |                                            |                                            |                        |        |
| 9                                      | 16                                                                 | 13. leden 2018                                                     | Drážďany                                                           | sprint V                                                           | Federico Pellegrino                        | Johannes Høsflot Klæbo                     | Lucas Chanavat                             | Martin Johnsrud Sundby | [ 19 ] |
| 10                                     | 17                                                                 | 20. leden 2018                                                     | Planica                                                            | sprint K                                                           | Johannes Høsflot Klæbo                     | Emil Iversen                               | Teodor Peterson                            | Johannes Høsflot Klæbo | [ 20 ] |
| 11                                     | 18                                                                 | 21. leden 2018                                                     | Planica                                                            | 15 km K                                                            | Alexej Poltoranin                          | Johannes Høsflot Klæbo                     | Calle Halfvarsson                          | Johannes Høsflot Klæbo | [ 21 ] |
| 12                                     | 19                                                                 | 27. leden 2018                                                     | Seefeld in Tirol                                                   | sprint V                                                           | Johannes Høsflot Klæbo                     | Lucas Chanavat                             | Calle Halfvarsson                          | Johannes Høsflot Klæbo | [ 22 ] |
| 13                                     | 20                                                                 | 28. leden 2018                                                     | Seefeld in Tirol                                                   | 15 km V hromadný start                                             | Dario Cologna                              | Alex Harvey                                | Martin Johnsrud Sundby                     | Johannes Høsflot Klæbo | [ 23 ] |
| Zimní olympijské hry 2018 (9–25. únor) |                                                                    |                                                                    |                                                                    |                                                                    |                                            |                                            |                                            |                        |        |
| 14                                     | 21                                                                 | 3. březen 2018                                                     | Lahti                                                              | sprint V                                                           | Federico Pellegrino                        | Gleb Retivykh                              | Johannes Høsflot Klæbo                     | Johannes Høsflot Klæbo | [ 24 ] |
| 15                                     | 22                                                                 | 4. březen 2018                                                     | Lahti                                                              | 15 km K                                                            | Alexej Poltoranin                          | Alexandr Bolšunov                          | Iivo Niskanen                              | Johannes Høsflot Klæbo | [ 25 ] |
| 16                                     | 23                                                                 | 7. březen 2018                                                     | Drammen                                                            | sprint K                                                           | Johannes Høsflot Klæbo                     | Eirik Brandsdal                            | Alexandr Bolšunov                          | Johannes Høsflot Klæbo | [ 26 ] |
| 17                                     | 24                                                                 | 10. březen 2018                                                    | Oslo                                                               | 50 km V hromadný start                                             | Dario Cologna                              | Martin Johnsrud Sundby                     | Maxim Vylegžanin                           | Johannes Høsflot Klæbo | [ 27 ] |
|                                        |                                                                    |                                                                    |                                                                    |                                                                    |                                            |                                            |                                            |                        |        |
|                                        | 25                                                                 | 16. březen 2018                                                    | Falun                                                              | sprint V                                                           | Johannes Høsflot Klæbo                     | Federico Pellegrino                        | Lucas Chanavat                             | Johannes Høsflot Klæbo | [ 28 ] |
| 26                                     | 17. březen 2018                                                    | Falun                                                              | 15 km K hromadný start                                             | Alexandr Bolšunov                                                  | Calle Halfvarsson                          | Francesco De Fabiani                       | [ 29 ]                                     | Johannes Høsflot Klæbo |        |
| 27                                     | 18. březen 2018                                                    | Falun                                                              | 15 km V stíhací závod                                              | Alex Harvey                                                        | Hans Christer Holund                       | Maxim Vylegžanin                           | [ 30 ]                                     | Johannes Høsflot Klæbo |        |
| 18                                     | Finále SP celkově (16.–18. březen 2018)                            | Finále SP celkově (16.–18. březen 2018)                            | Finále SP celkově (16.–18. březen 2018)                            | Finále SP celkově (16.–18. březen 2018)                            | Alexandr Bolšunov                          | Alex Harvey                                | Dario Cologna                              | Johannes Høsflot Klæbo | [ 31 ] |
|                                        |                                                                    |                                                                    |                                                                    |                                                                    |                                            |                                            |                                            |                        |        |

### Ženy
| WC                                     | SWC                                                                | Datum                                                              | Místo                                                              | Disciplína                                                         | Vítězka                                    | 2. místo                                   | 3. místo                                   | Vedení v SP        | Ref.   |
| -------------------------------------- | ------------------------------------------------------------------ | ------------------------------------------------------------------ | ------------------------------------------------------------------ | ------------------------------------------------------------------ | ------------------------------------------ | ------------------------------------------ | ------------------------------------------ | ------------------ | ------ |
|                                        |                                                                    |                                                                    |                                                                    |                                                                    |                                            |                                            |                                            |                    |        |
|                                        | 1                                                                  | 24. listopad 2017                                                  | Ruka                                                               | sprint K                                                           | Stina Nilssonová                           | Sadie Bjornsen                             | Julija Bělorukovová                        | Stina Nilssonová   | [ 32 ] |
| 2                                      | 25. listopad 2017                                                  | Ruka                                                               | 10 km K                                                            | Marit Bjørgenová                                                   | Charlotte Kallaová                         | Ingvild Flugstad Østberg                   | [ 33 ]                                     | Stina Nilssonová   |        |
| 3                                      | 26. listopad 2017                                                  | Ruka                                                               | 10 km V stíhací závod                                              | Ragnhild Hagaová                                                   | Heidi Wengová                              | Charlotte Kallaová                         | Charlotte Kallaová                         | [ 34 ]             |        |
| 1                                      | 2. Ruka Triple / 8. Nordic Opening celkově (24.–26. listopad 2017) | 2. Ruka Triple / 8. Nordic Opening celkově (24.–26. listopad 2017) | 2. Ruka Triple / 8. Nordic Opening celkově (24.–26. listopad 2017) | 2. Ruka Triple / 8. Nordic Opening celkově (24.–26. listopad 2017) | Charlotte Kallaová                         | Marit Bjørgenová                           | Charlotte Kallaová                         | Ragnhild Hagaová   | [ 35 ] |
|                                        |                                                                    |                                                                    |                                                                    |                                                                    |                                            |                                            |                                            |                    |        |
| 2                                      | 4                                                                  | 2. prosinec 2017                                                   | Lillehammer                                                        | sprint K                                                           | Maiken Caspersenová Fallaová               | Krista Pärmäkoski                          | Sadie Bjornsen                             | Charlotte Kallaová | [ 36 ] |
| 3                                      | 5                                                                  | 3. prosinec 2017                                                   | Lillehammer                                                        | 15 km skiatlon                                                     | Charlotte Kallaová                         | Heidi Wengová                              | Ragnhild Hagaová                           | Charlotte Kallaová | [ 37 ] |
| 4                                      | 6                                                                  | 9. prosinec 2017                                                   | Davos                                                              | sprint V                                                           | Stina Nilssonová                           | Maiken Caspersenová Fallaová               | Kikkan Randallová                          | Charlotte Kallaová | [ 38 ] |
| 5                                      | 7                                                                  | 10. prosinec 2017                                                  | Davos                                                              | 10 km V                                                            | Ingvild Flugstad Østberg                   | Ragnhild Hagaová                           | Krista Pärmäkoski                          | Charlotte Kallaová | [ 39 ] |
| 6                                      | 8                                                                  | 16. prosinec 2017                                                  | Toblach                                                            | 10 km V                                                            | Charlotte Kallaová                         | Ragnhild Hagaová                           | Heidi Wengová                              | Charlotte Kallaová | [ 40 ] |
| 7                                      | 9                                                                  | 17. prosinec 2017                                                  | Toblach                                                            | 10 km K stíhací závod                                              | Marit Bjørgenová                           | Ingvild Flugstad Østberg                   | Heidi Wengová                              | Charlotte Kallaová | [ 41 ] |
|                                        |                                                                    |                                                                    |                                                                    |                                                                    |                                            |                                            |                                            |                    |        |
|                                        | 10                                                                 | 30. prosinec 2017                                                  | Lenzerheide                                                        | sprint V                                                           | Laurien van der Graaff                     | Sophie Caldwellová                         | Maiken Caspersenová Fallaová               | Charlotte Kallaová | [ 42 ] |
| 11                                     | 31. prosinec 2017                                                  | Lenzerheide                                                        | 10 km K                                                            | Ingvild Flugstad Østberg                                           | Heidi Wengová                              | Sadie Bjornsen                             | [ 43 ]                                     | Charlotte Kallaová |        |
| 12                                     | 1. leden 2018                                                      | Lenzerheide                                                        | 10 km V stíhací závod                                              | Ingvild Flugstad Østberg                                           | Heidi Wengová                              | Jessica Digginsová                         | Ingvild Flugstad Østberg                   | [ 44 ]             |        |
|                                        | 3. leden 2018                                                      | Oberstdorf                                                         | sprint K                                                           | zrušeno kvůli špatnému počasí, nenahrazeno                         | zrušeno kvůli špatnému počasí, nenahrazeno | zrušeno kvůli špatnému počasí, nenahrazeno | zrušeno kvůli špatnému počasí, nenahrazeno | [ 14 ]             |        |
| 13                                     | 4. leden 2018                                                      | Oberstdorf                                                         | 10 km V hromadný start                                             | Ingvild Flugstad Østberg                                           | Maiken Caspersenová Fallaová               | Krista Pärmäkoski                          | Ingvild Flugstad Østberg                   | [ 45 ]             |        |
| 14                                     | 6. leden 2018                                                      | Val di Fiemme                                                      | 10 km K hromadný start                                             | Heidi Wengová                                                      | Krista Pärmäkoski                          | Teresa Stadloberová                        | Ingvild Flugstad Østberg                   | [ 46 ]             |        |
| 15                                     | 7. leden 2018                                                      | Val di Fiemme                                                      | 9 km V stíhací závod                                               | Heidi Wengová                                                      | Teresa Stadloberová                        | Jessica Digginsová                         | Ingvild Flugstad Østberg                   | [ 47 ]             |        |
| 8                                      | 11. Tour de Ski celkově (30. prosinec 2017 – 7. leden 2018)        | 11. Tour de Ski celkově (30. prosinec 2017 – 7. leden 2018)        | 11. Tour de Ski celkově (30. prosinec 2017 – 7. leden 2018)        | 11. Tour de Ski celkově (30. prosinec 2017 – 7. leden 2018)        | Heidi Wengová                              | Ingvild Flugstad Østberg                   | Jessica Digginsová                         | Heidi Wengová      | [ 48 ] |
|                                        |                                                                    |                                                                    |                                                                    |                                                                    |                                            |                                            |                                            |                    |        |
| 9                                      | 16                                                                 | 13. leden 2018                                                     | Drážďany                                                           | sprint V                                                           | Hanna Falková                              | Maja Dahlqvistová                          | Sophie Caldwellová                         | Heidi Wengová      | [ 49 ] |
| 10                                     | 17                                                                 | 20. leden 2018                                                     | Planica                                                            | sprint K                                                           | Stina Nilssonová                           | Kathrine Harsem                            | Maiken Caspersenová Fallaová               | Heidi Wengová      | [ 50 ] |
| 11                                     | 18                                                                 | 21. leden 2018                                                     | Planica                                                            | 10 km K                                                            | Krista Pärmäkoski                          | Charlotte Kallaová                         | Heidi Wengová                              | Heidi Wengová      | [ 51 ] |
| 12                                     | 19                                                                 | 27. leden 2018                                                     | Seefeld in Tirol                                                   | sprint V                                                           | Sophie Caldwellová Laurien van der Graaff  |                                            | Maiken Caspersenová Fallaová               | Heidi Wengová      | [ 52 ] |
| 13                                     | 20                                                                 | 28. leden 2018                                                     | Seefeld in Tirol                                                   | 10 km V hromadný start                                             | Jessica Digginsová                         | Heidi Wengová                              | Ragnhild Hagaová                           | Heidi Wengová      | [ 53 ] |
| Zimní olympijské hry 2018 (9–25. únor) |                                                                    |                                                                    |                                                                    |                                                                    |                                            |                                            |                                            |                    |        |
| 14                                     | 21                                                                 | 3. březen 2018                                                     | Lahti                                                              | sprint V                                                           | Maiken Caspersenová Fallaová               | Stina Nilssonová                           | Hanna Falková                              | Heidi Wengová      | [ 54 ] |
| 15                                     | 22                                                                 | 4. březen 2018                                                     | Lahti                                                              | 10 km K                                                            | Krista Pärmäkoski                          | Natalja Něprjajevová                       | Marit Bjørgenová                           | Heidi Wengová      | [ 55 ] |
| 16                                     | 23                                                                 | 7. březen 2018                                                     | Drammen                                                            | sprint K                                                           | Maiken Caspersenová Fallaová               | Stina Nilssonová                           | Jessica Digginsová                         | Heidi Wengová      | [ 56 ] |
| 17                                     | 24                                                                 | 11. březen 2018                                                    | Oslo                                                               | 30 km V hromadný start                                             | Marit Bjørgenová                           | Jessica Digginsová                         | Ragnhild Hagaová                           | Heidi Wengová      | [ 57 ] |
|                                        |                                                                    |                                                                    |                                                                    |                                                                    |                                            |                                            |                                            |                    |        |
|                                        | 25                                                                 | 16. březen 2018                                                    | Falun                                                              | sprint V                                                           | Hanna Falková                              | Jonna Sundlingová                          | Marit Bjørgenová                           | Heidi Wengová      | [ 58 ] |
| 26                                     | 17. březen 2018                                                    | Falun                                                              | 10 km K hromadný start                                             | Krista Pärmäkoski                                                  | Marit Bjørgenová                           | Ingvild Flugstad Østberg                   | [ 59 ]                                     | Heidi Wengová      |        |
| 27                                     | 18. březen 2018                                                    | Falun                                                              | 10 km V stíhací závod                                              | Jessica Digginsová                                                 | Ragnhild Hagaová                           | Marit Bjørgenová                           | [ 60 ]                                     | Heidi Wengová      |        |
| 18                                     | Finále SP celkově (16.–18. březen 2018)                            | Finále SP celkově (16.–18. březen 2018)                            | Finále SP celkově (16.–18. březen 2018)                            | Finále SP celkově (16.–18. březen 2018)                            | Marit Bjørgenová                           | Jessica Digginsová                         | Sadie Bjornsenová                          | Heidi Wengová      | [ 61 ] |
|                                        |                                                                    |                                                                    |                                                                    |                                                                    |                                            |                                            |                                            |                    |        |

1. ↑  Kvalifikace byla dokončena, ale vyřazovací část byla zrušena. Kvalifikační časy se nazapočítávaly do klasifikace Tour de Ski, ale byly podle nich přiděleny FIS body.

### Mužské týmy
| WC | SWC | Datum          | Místo    | Disciplína      | Vítězové                                     | 2. místo                               | 3. místo                             | Ref.   |
| -- | --- | -------------- | -------- | --------------- | -------------------------------------------- | -------------------------------------- | ------------------------------------ | ------ |
| 1  | 1   | 14. leden 2018 | Drážďany | sprint dvojic V | Itálie I Dietmar Nöckler Federico Pellegrino | Švédsko I Emil Jönsson Teodor Peterson | Rusko I Andrej Krasnov Gleb Retivykh | [ 62 ] |

### Ženské týmy
| WC | SWC | Datum          | Místo    | Disciplína      | Vítězky                                         | 2. místo                                 | 3. místo                             | Ref.   |
| -- | --- | -------------- | -------- | --------------- | ----------------------------------------------- | ---------------------------------------- | ------------------------------------ | ------ |
| 1  | 1   | 14. leden 2018 | Drážďany | sprint dvojic V | Švédsko II Ida Ingemarsdotter Maja Dahlqvistová | Švédsko I Hanna Falková Stina Nilssonová | USA I Ida Sargent Sophie Caldwellová | [ 63 ] |

## Výsledky - muži
| Pořadí | po 30 závodech         | Body |
| ------ | ---------------------- | ---- |
|        | Johannes Høsflot Klæbo | 1409 |
| 2      | Dario Cologna          | 1290 |
| 3      | Martin Johnsrud Sundby | 1261 |
| 4      | Alex Harvey            | 1179 |
| 5      | Alexandr Bolšunov      | 1152 |
| 6      | Hans Christer Holund   | 917  |
| 6      | Alexej Poltoranin      | 796  |
| 8      | Maurice Manificat      | 763  |
| 9      | Emil Iversen           | 635  |
| 10     | Federico Pellegrino    | 613  |

| Pořadí | po 17 závodech         | Body |
| ------ | ---------------------- | ---- |
|        | Dario Cologna          | 698  |
| 2      | Martin Johnsrud Sundby | 657  |
| 3      | Hans Christer Holund   | 599  |
| 4      | Alex Harvey            | 594  |
| 5      | Maurice Manificat      | 586  |
| 6      | Alexej Poltoranin      | 533  |
| 7      | Johannes Høsflot Klæbo | 457  |
| 8      | Simen Hegstad Krüger   | 413  |
| 9      | Alexandr Bolšunov      | 396  |
| 10     | Sergej Usťugov         | 388  |

| Pořadí | po 10 závodech         | Body |
| ------ | ---------------------- | ---- |
|        | Johannes Høsflot Klæbo | 740  |
| 2      | Federico Pellegrino    | 497  |
| 3      | Lucas Chanavat         | 323  |
| 4      | Emil Iversen           | 310  |
| 5      | Ristomatti Hakola      | 293  |
| 6      | Alexandr Bolšunov      | 276  |
| 7      | Gleb Retivykh          | 245  |
| 8      | Richard Jouve          | 206  |
| 9      | Eirik Brandsdal        | 194  |
| 10     | Calle Halfvarsson      | 187  |

| Pořadí | po 39 výplatách        | CHF     |
| ------ | ---------------------- | ------- |
| 1      | Johannes Høsflot Klæbo | 168.449 |
| 2      | Dario Cologna          | 116.075 |
| 3      | Martin Johnsrud Sundby | 100.075 |
| 4      | Alexandr Bolšunov      | 85.825  |
| 5      | Alex Harvey            | 82.400  |
| 6      | Alexej Poltoranin      | 51.350  |
| 7      | Federico Pellegrino    | 43.900  |
| 8      | Hans Christer Holund   | 42.325  |
| 9      | Maurice Manificat      | 38.470  |
| 10     | Sergej Usťugov         | 35.500  |

| Pořadí | po 30 závodech         | Body |
| ------ | ---------------------- | ---- |
|        | Johannes Høsflot Klæbo | 1409 |
| 2      | Alexandr Bolšunov      | 1152 |
| 3      | Alexej Červotkin       | 569  |
| 4      | Denis Spicov           | 376  |
| 5      | Oskar Svensson         | 229  |
| 6      | Even Northug           | 97   |
| 7      | Fredrik Riseth         | 74   |
| 8      | Ivan Jakimuškin        | 71   |
| 9      | Lauri Vuorinen         | 67   |
| 10     | Mattis Stenshagen      | 65   |

| Pořadí | po 8 z 11 závodů       | Body |
| ------ | ---------------------- | ---- |
|        | Dario Cologna          | 184  |
| 2      | Alexandr Bolšunov      | 137  |
| 3      | Martin Johnsrud Sundby | 122  |
| 4      | Johannes Høsflot Klæbo | 121  |
| 5      | Sergej Usťugov         | 116  |
| 6      | Alex Harvey            | 116  |
| 7      | Federico Pellegrino    | 103  |
| 8      | Hans Christer Holund   | 102  |
| 9      | Maurice Manificat      | 101  |
| 10     | Ristomatti Hakola      | 92   |

## Výsledky - ženy
| Pořadí | po 30 závodech           | Body |
| ------ | ------------------------ | ---- |
|        | Heidi Wengová            | 1476 |
| 2      | Jessica Digginsová       | 1436 |
| 3      | Ingvild Flugstad Østberg | 1414 |
| 4      | Krista Pärmäkoski        | 1220 |
| 5      | Marit Bjørgenová         | 1078 |
| 6      | Sadie Bjornsenová        | 956  |
| 7      | Charlotte Kallaová       | 934  |
| 8      | Teresa Stadloberová      | 888  |
| 9      | Ragnhild Hagaová         | 808  |
| 10     | Kerttu Niskanenová       | 757  |

| Pořadí | po 17 závodech           | Body |
| ------ | ------------------------ | ---- |
|        | Heidi Wengová            | 818  |
| 2      | Ingvild Flugstad Østberg | 755  |
| 3      | Jessica Digginsová       | 723  |
| 4      | Krista Pärmäkoski        | 656  |
| 5      | Marit Bjørgenová         | 636  |
| 6      | Charlotte Kallaová       | 620  |
| 7      | Teresa Stadloberová      | 592  |
| 8      | Ragnhild Hagaová         | 588  |
| 9      | Kerttu Niskanenová       | 481  |
| 10     | Sadie Bjornsenová        | 422  |

| Pořadí | po 10 závodech               | Body |
| ------ | ---------------------------- | ---- |
|        | Maiken Caspersenová Fallaová | 573  |
| 2      | Stina Nilssonová             | 495  |
| 3      | Sophie Caldwellová           | 396  |
| 4      | Hanna Falková                | 331  |
| 5      | Laurien van der Graaff       | 295  |
| 6      | Jessica Digginsová           | 269  |
| 7      | Krista Pärmäkoski            | 252  |
| 8      | Sadie Bjornsenová            | 246  |
| 9      | Kathrine Rolsted Harsem      | 208  |
| 10     | Sandra Ringwaldová           | 207  |

| Pořadí | po 39 výplatách              | CHF     |
| ------ | ---------------------------- | ------- |
| 1      | Heidi Wengová                | 140.100 |
| 2      | Ingvild Flugstad Østberg     | 111.775 |
| 3      | Jessica Digginsová           | 109.075 |
| 4      | Marit Bjørgenová             | 94.175  |
| 5      | Krista Pärmäkoski            | 79.900  |
| 6      | Charlotte Kallaová           | 65.600  |
| 7      | Ragnhild Hagaová             | 61.000  |
| 8      | Stina Nilssonová             | 53.300  |
| 9      | Maiken Caspersenová Fallaová | 51.250  |
| 10     | Sadie Bjornsenová            | 41.075  |

| Pořadí | po 30 závodech       | Body |
| ------ | -------------------- | ---- |
|        | Natalja Něprjajevová | 614  |
| 2      | Anastasia Sedovová   | 474  |
| 3      | Ebba Anderssonová    | 263  |
| 4      | Nadine Fähndrichová  | 245  |
| 5      | Julija Bělorukovová  | 222  |
| 6      | Anamarija Lampičová  | 216  |
| 7      | Tiril Udnes Wengová  | 199  |
| 8      | Victoria Carlová     | 175  |
| 7      | Katharina Hennigová  | 167  |
| 10     | Lotta Udnes Weng     | 50   |

| Body | po 11 závodech               | Body |
| ---- | ---------------------------- | ---- |
|      | Jessica Digginsová           | 181  |
| 2    | Krista Pärmäkoski            | 154  |
| 3    | Heidi Wengová                | 145  |
| 4    | Ingvild Flugstad Østberg     | 133  |
| 5    | Sophie Caldwellová           | 90   |
| 6    | Charlotte Kallaová           | 83   |
| 7    | Marit Bjørgenová             | 80   |
| 8    | Maiken Caspersenová Fallaová | 74   |
| 9    | Sadie Bjornsenová            | 66   |
| 10   | Laurien van der Graaff       | 64   |

## Bodování
Tabulka ukazuje bodování jednotlivých závodů v sezóně 2017/18. Sprint dvojic a štafeta se započítávají do Poháru národů, nikoliv však do individuálního hodnocení jednotlivých závodníků. Bonusové body mohou být udělovány v závodech s hromadným startem za umístění na předem určených metách v průběhu závodu.
Závody na mistrovství světa či olympijských hrách nejsou součástí Světového poháru a nebodují se.
| Umístění             | 1.  | 2.  | 3.  | 4.  | 5.  | 6.  | 7.  | 8.  | 9.  | 10. | 11. | 12. | 13. | 14. | 15. | 16. | 17. | 18. | 19. | 20. | 21. | 22. | 23. | 24. | 25. | 26. | 27. | 28. | 29. | 30. |
|                      |     |     |     |     |     |     |     |     |     |     |     |     |     |     |     |     |     |     |     |     |     |     |     |     |     |     |     |     |     |     |
| individuální závod   | 100 | 80  | 60  | 50  | 45  | 40  | 36  | 32  | 29  | 26  | 24  | 22  | 20  | 18  | 16  | 15  | 14  | 13  | 12  | 11  | 10  | 9   | 8   | 7   | 6   | 5   | 4   | 3   | 2   | 1   |
| sprint dvojic        | 100 | 80  | 60  | 50  | 45  | 40  | 36  | 32  | 29  | 26  | 24  | 22  | 20  | 18  | 16  | 15  | 14  | 13  | 12  | 11  | 10  | 9   | 8   | 7   | 6   | 5   | 4   | 3   | 2   | 1   |
|                      |     |     |     |     |     |     |     |     |     |     |     |     |     |     |     |     |     |     |     |     |     |     |     |     |     |     |     |     |     |     |
| Nordic Opening       | 200 | 160 | 120 | 100 | 90  | 80  | 72  | 64  | 58  | 52  | 48  | 44  | 40  | 36  | 32  | 30  | 28  | 26  | 24  | 22  | 20  | 18  | 16  | 14  | 12  | 10  | 8   | 6   | 4   | 2   |
| Finále SP            | 200 | 160 | 120 | 100 | 90  | 80  | 72  | 64  | 58  | 52  | 48  | 44  | 40  | 36  | 32  | 30  | 28  | 26  | 24  | 22  | 20  | 18  | 16  | 14  | 12  | 10  | 8   | 6   | 4   | 2   |
| štafeta              | 200 | 160 | 120 | 100 | 90  | 80  | 72  | 64  | 58  | 52  | 48  | 44  | 40  | 36  | 32  | 30  | 28  | 26  | 24  | 22  | 20  | 18  | 16  | 14  | 12  | 10  | 8   | 6   | 4   | 2   |
|                      |     |     |     |     |     |     |     |     |     |     |     |     |     |     |     |     |     |     |     |     |     |     |     |     |     |     |     |     |     |     |
| Tour de Ski          | 400 | 320 | 240 | 200 | 180 | 160 | 144 | 128 | 116 | 104 | 96  | 88  | 80  | 72  | 64  | 60  | 56  | 52  | 48  | 44  | 40  | 36  | 32  | 28  | 24  | 20  | 16  | 12  | 8   | 4   |
|                      |     |     |     |     |     |     |     |     |     |     |     |     |     |     |     |     |     |     |     |     |     |     |     |     |     |     |     |     |     |     |
| etapa Nordic Opening | 50  | 46  | 43  | 40  | 37  | 34  | 32  | 30  | 28  | 26  | 24  | 22  | 20  | 18  | 16  | 15  | 14  | 13  | 12  | 11  | 10  | 9   | 8   | 7   | 6   | 5   | 4   | 3   | 2   | 1   |
| etapa Tour de Ski    | 50  | 46  | 43  | 40  | 37  | 34  | 32  | 30  | 28  | 26  | 24  | 22  | 20  | 18  | 16  | 15  | 14  | 13  | 12  | 11  | 10  | 9   | 8   | 7   | 6   | 5   | 4   | 3   | 2   | 1   |
| etapa Finále SP      | 50  | 46  | 43  | 40  | 37  | 34  | 32  | 30  | 28  | 26  | 24  | 22  | 20  | 18  | 16  | 15  | 14  | 13  | 12  | 11  | 10  | 9   | 8   | 7   | 6   | 5   | 4   | 3   | 2   | 1   |
|                      |     |     |     |     |     |     |     |     |     |     |     |     |     |     |     |     |     |     |     |     |     |     |     |     |     |     |     |     |     |     |
| bonusové body        | 15  | 12  | 10  | 8   | 6   | 5   | 4   | 3   | 2   | 1   |     |     |     |     |     |     |     |     |     |     |     |     |     |     |     |     |     |     |     |     |